# 偶像大師 為你而唱！
《偶像大師 為你而唱！》（THE iDOLM@STER Live For You!），亦被簡稱為「偶像大師 L4U！」，是日本萬代南夢宮遊戲於2008年2月28日發行在Xbox 360上的偶像模擬遊戲，屬於《偶像大師》系列之一，為2007年發售的Xbox 360遊戲《偶像大師》的衍生作品。遊戲中玩家將扮演一位特別製作人，並自由的選擇歌曲、舞臺和服裝來協調與完成由《偶像大師》的11位偶像所舉辦的感謝祭演唱會。遊戲還增加了一種節奏小遊戲，用於炒熱遊戲中演唱會的氣氛。此外遊戲玩家也能自由的調整面向臺上偶像的攝影機以呈現自己想要的演唱會畫面。
遊戲從2007年開始開發，為了順應了先前街機、XBox 360版《偶像大師》的玩家傾向，開發團隊想製作出讓玩家能簡單觀看演唱會的新遊戲。遊戲中的主角被設計成一位「粉絲代表」，並參與演唱會的規劃；因此遊戲捨棄任何的複雜情節，只保留一個簡單的劇情故事。遊戲包含追加下載的內容總計有74首歌曲，其中32首為原始版本，其餘為這些的歌曲的混音版本，這些歌曲後來也發行了相關的系列音樂專輯。此外還有發行限量版本，多附加了由Frontier Works與Actas合作製作的遊戲相關OVA。《偶像大師 為你而唱！》在日本發行首週總計銷售了約4萬4千套，為日本該週銷量第五的電玩遊戲。

## 遊戲內容
《偶像大師 為你而唱！》的遊戲劇情圍繞一個剛起步名為765的演藝事務所及其所內人物。在765事務所舉辦的感謝祭演唱會當天，事務所的社長與製作人突然失蹤，而玩家將代替他們的角色成為一位未命名的「特殊製作人」，並參與演唱會的規劃，讓事務所的11位偶像：天海春香、如月千早、萩原雪步、高槻彌生、秋月律子、三浦梓、水瀨伊織、菊地真、雙海亞美、雙海真美與星井美希，能夠順利完成演唱會。此外事務所的職員音無小鳥則會從旁協助玩家。
遊戲開始時玩家要選擇要上臺的偶像組合，人數從一人到三人皆可。與小鳥交談後會進入演員休息室，並選擇遊戲模式，包含應援模式和攝影模式；此後可以決定玩家的角色名稱，以及為剛選擇的偶像組合命名。其後玩家可以選擇要表演的曲目、場地，並為剛選擇的偶像組合打扮衣裝，還能指定每段歌詞該由誰演唱；此外也能調整攝影機的角度（特寫、中距離或拉遠），以及畫面轉換時的淡出效果。

應援模式下的遊戲截圖，由左至右為高槻彌生、萩原雪步和水瀨伊織。圖片中下方的橫條即為節奏遊戲中自右往左的符號串列，而橫條左側為能量條

在應援模式中，選定的偶像會在舞臺上表演，而玩家則進行一項節奏小遊戲，該小遊戲分為簡單、中等和困難的三種難度。游戏类似于《太鼓达人》，歌曲開始後，一串控制符號會自右依序往左移動，玩家需在符號進到左側的框時按下對應的控制按鍵；根據按下的時機精準度，會被判定為完美、佳、普通與尚可，各有不同的對應分數；此外有一個能量條用於顯示玩家的遊戲表現，其取決於玩家是否有成功按下對應的按鍵（命中）。每當五十個成功命中時，臺上的偶像會作出特殊動作吸引臺下觀眾，並增加能量條能量以及整體數值評分；此外在困難模式下，能量條歸零時演唱會會被強迫終止。小遊戲的控制符號串與演唱會的變化有關，並取決於選定的曲目和難度；例如一個按鍵可以用來表示歡呼、鼓掌、吹口哨、樂器聲，或其他各種聲援音效。在演唱會後，小鳥會秀出玩家的遊戲成績，包含分數、各命中判定、最高連擊次數，以及最終能量條分數；此外也會顯示是否創新紀錄。根據遊戲成績，玩家有機會獲得新的衣裝、裝飾品或是曲目；分數超過一定值也會出現一些特殊的對話。此外玩家可以瀏覽線上其他玩家對於所有曲目或是單一曲目的評價，評價來自於其的遊戲最高成績，其能量條也會一併顯示；若玩家選擇儲存演唱會的錄影，他們的分數便會自動上傳至網路評價系統。此外遊戲還包含了48項成就總計為一千的Xbox Live遊戲分數。
在攝影模式中，玩家可以自由的調整攝影機的位置來對偶像錄影；玩家可以藉由拉近拉遠鏡頭，或是用不同的角度來對演唱會即時拍照；臺上的偶像組合是否要作出特殊動作吸引臺下觀眾可以自己選擇。而在攝影模式下無法獲得額外的獎勵。此外玩家可以選擇儲存五張照片以及一場演唱會的錄影紀錄。

## 發展

### 製作
《偶像大師 為你而唱！》由萬代南夢宮遊戲從2007年中開始開發，並由石原章弘擔任遊戲的製作人。儘管Xbox 360版的《偶像大師》共有十位偶像和十六首歌曲，《偶像大師》系列的總合製作人坂上陽三發現非常少玩家會真的使用所有曲目或試著提拔所有偶像，玩家大多只選擇其中的一兩位偶像和三首歌曲。坂上表示由於玩家在《偶像大師》遊戲開始時只能選擇一位偶像，並需要花一段時間才能開始同時使用三位偶像；且為了不讓遊戲中的試鏡輸掉，玩家會更趨於選擇常使用的曲目以及常培育的偶像。坂上在《偶像大師》還是街機版時期的時候便發現這種趨勢，因此《偶像大師 為你而唱！》便是為了順應了玩家傾向而製作。雖然Xbox 360版的《偶像大師》便有設計讓玩家能輕鬆的觀賞部分場景，但在觀看演唱會時仍有許多限制；坂上指出例如曾有一些玩家表示除了試鏡不易通過，當偶像能上臺表演時，也有可能因為訓練不足而在臺上失誤，所以許多玩家並沒辦法看到一個無瑕疵的完整演唱會。因此坂上與開發團隊想製作出讓玩家能簡單觀看演唱會的新遊戲，坂上表示這是製作《偶像大師 為你而唱！》的一個很重要理由。
坂上指出《偶像大師 為你而唱！》基本上將前作的演唱會系統抽出來，並做了些改進。坂上形容《偶像大師 為你而唱！》不是一般傳統電玩遊戲，而是一個讓玩家能自由觀賞和享受歌唱與舞蹈的遊戲；為了達到這個目標，開發團隊加入了在演唱會時能調整攝影機角度以及特寫等功能。坂上曾與Xbox 360版《偶像大師》的遊戲製作人小野田裕之提起遊戲粉絲期盼下一款遊戲中攝影機能有更多的功能，不過坂上希望《偶像大師 為你而唱！》能在盡可能簡明的情況下使玩家能玩得輕鬆愉快。此外開發團隊也提到「與觀眾一體」的概念，並希望玩家能在遊戲的演唱會中一同炒熱氣氛，此概念使開發團隊製作了遊戲裡的節奏小遊戲。在開發節奏小遊戲的過程中，一開始小遊戲被設計得很簡單，其後加入了許多不同的方案，在經過一些嘗試和錯誤後，最後開發團隊將小遊戲的設計回歸到最初他們的想法。
開發團隊希望能創造一個不會讓玩家有壓力的遊戲，並讓玩家能簡單的選擇任何角色並組成偶像組合。遊戲的主角被設計成一位協助規劃偶像們的演唱會的「粉絲代表」；因此遊戲捨棄任何的複雜情節，只保留一個簡單的劇情故事。《偶像大師 為你而唱！》為765事務所職員音無小鳥首次出現在主劇情中，其負責引導玩家；此外也是首次雙海真美可以在臺上演出，不過仍不能與雙海亞美同時出現。坂上表示以一首歌兩分鐘的情況下，《偶像大師 為你而唱！》的所有衣裝、舞臺、偶像組合和曲目等元素的排列組合可以連續播上三千億年也播不完。

### 發行
2008年2月28日，《偶像大師 為你而唱！》以同梱限定版和普通版的方式發行。同梱版多包涵了一本84頁的小冊子和書套，以及一片含OVA的DVD。此外預購遊戲者會獲得一張可以用於下載遊戲曲目《Shiny Smile》的卡片。另外也發行了兩款以《偶像大師》人物為封面的微軟積分預付卡，其內包含3500點。2009年3月12日，《偶像大師 為你而唱！》又以Xbox 360白金版的方式再度發行；同日也發行了《偶像大師 雙子星》（日语：アイドルマスターツインズ），為Xbox 360版《偶像大師》及《偶像大師 為你而唱！》的同捆版。同年8月11日起，Xbox Live市集上可以用付費下載的方式獲得《偶像大師 為你而唱！》。
在遊戲發行後，開發團隊原本想讓Xbox 360版《偶像大師》的追加下載內容一樣能在《偶像大師 為你而唱！》中使用，但在諮詢過微軟後，因為兩者遊戲標題不同，《偶像大師 為你而唱！》並不被視作《偶像大師》的續集，因此這個方案無法施行。最終《偶像大師》的追加下載內容以《偶像大師 為你而唱！》追加下載內容的額外贈品的方式來補償玩家。其後萬代南夢宮遊戲在2008年2月28日至2009年8月26日間共推出了17款追加下載內容，內容包含新的混音曲目、衣裝、裝飾品、圖像、主題以及名為《偶像戲劇》（アイドラ）的遊戲周邊劇情。

### 音樂
《偶像大師 為你而唱！》共有74首歌曲，其中32首為原始版本，其餘為這些的歌曲的混音版本；遊戲本身有16首曲目，並且每一首都各有一首混音版；而在追加下載內容中又多增加了16首歌曲和26首混音歌曲。《偶像大師 為你而唱！》最初與Xbox版《偶像大師》一樣沒有想要用追加下載內容的方式增加曲目；在《偶像大師》發售時並不確定有多少玩家會連上網路來下載追加下載內容或與其他玩家競賽，但其後發現將近95%的玩家會連上網路，遠高於原本預估的30%；因此《偶像大師 為你而唱！》的開發團隊才考慮追加歌曲的方案。除此之外，人力短缺也是一大原因，坂上表示在Xbox版《偶像大師》完成後，幾位主要製作人員便改負責其他企畫案，並無法配合《偶像大師 為你而唱！》的開發；直到這些人員能協助製作時，遊戲已經快要發售，因此才改以追加下載內容的方式增加曲目。
遊戲中共有三首在《偶像大師》系列中首次出現的歌曲：《Do-Dai》、《My Song》和《Shiny Smile》，同年日本古倫美亞以《偶像大師 為你而唱！》曲目所發行的《THE IDOLM@STER MASTER LIVE》系列專輯中包含這些歌曲。其中《Shiny Smile》位於2月13日發行的系列首張專輯中，其後該系列又分別於3月5日和4月16日發行了系列第二及第三張專輯：《REM@STER-A》與《REM@STER-B》；《Do-Dai》則包含在5月14日發行的系列第四張專輯中，該專輯名稱與歌曲相同；而6月18日發行的系列第五張專輯則包含了《My Song》，並以之名命名專輯；最後於10月29日發行系列專輯的最後一張專輯《ENCORE》。此外2008年4月30日、2008年5月23日及2009年3月18日發售的《THE IDOLM@STER MASTER BOX》系列專輯的第三到第五張專輯也收錄了《偶像大師 為你而唱！》的相關歌曲。

## 相關媒體作品
在遊戲發行前，遊戲相關的網路廣播《偶像大師 為你廣播！》從2007年11月28日開始便已在安利美特電視的網路電臺上定期放送，由為遊戲角色天海春香、如月千早、高槻彌生配音的中村繪里子、今井麻美、仁後真耶子主持，至2008年9月24日結束節目，其後由Frontier Works發行CD收錄。2009年6月26日，官方發行了一本224頁的攻略本名為《偶像大師 雙子星 珍貴專輯》（アイドルマスター ツインズ プレシャスアルバム），內容為Xbox 360版《偶像大師》和《偶像大師 為你而唱！》的各種情報和指南，也包含追加下載內容的一些介紹。此外與遊戲同名的17分鐘OVA於2008年2月28日與限量版的遊戲一起發行，該OVA後來被分成三段於2010年8月的27日至29日在Niconico動畫網站上播放。該動畫由Frontier Works與Actas負責製作，由川口敬一郎擔任導演、分鏡和演出家，西園悟負責編劇，西尾公伯為角色設計師和作畫監督，為人物配音的聲優則與遊戲相同。OVA的劇情為遊戲人物如月千早、天海春香與星井美希在參加感謝祭演唱會的前一天回家時，陰錯陽差搭車到遠離會場的鄉下，之後在各種努力下回到會場。另外還有由765事務所的11位偶像所演唱的歌曲《團結》（団結）的音樂影片也被附贈在限定版中。

## 評價
《偶像大師 為你而唱！》在日本發行首週總計銷售了約4萬4千套，為日本該週銷量第五的電玩遊戲。日本的電玩遊戲雜誌《Fami通》在滿分40分的情況下給了該遊戲28分。ASCII Media Works的飯塚岳史編輯評論《偶像大師 為你而唱！》很像是一套Fan disc，若事先與遊戲中的偶像沒有感情的話，很難玩得下這款遊戲；因此他強烈建議玩此遊戲前得先玩過Xbox 360版的《偶像大師》，並在該遊戲中培育過兩到三位偶像。飯塚分析了應援模式下各遊戲難度和各歌曲之間的差異，並指出困難模式下的《Go My Way!!》和《將一切全部融化》（エージェント夜を往く）是最難的兩首曲目；飯塚也表示玩家很難同時玩節奏小遊戲中並留意偶像們的演唱會表現，尤其當觀眾發出特殊應援時的螢幕切換更會導致玩家分心。此外飯塚也批評遊戲中的攝影模式只能檢視在演唱會中拍攝的最後五張照片，以及只能儲存一場演唱會的錄影；另外也認為玩家與遊戲中偶像之間的互動略顯不足。中国大陆游戏杂志《游戏机实用技术》为游戏打出20/30分，称游戏相当于将《偶像大师》的舞台部分提炼出来销售，并称赞玩家可以设计自己喜欢的MV，但不满于最多只能保存五张照片和一场MV。

## 外部連結
- 官方网站（日語）